# فرودگاه خرابوروفو
فرودگاه خرابوروفو (به انگلیسی: Khrabrovo Airport) (به زبان بومی: Аэропорт Храброво) یک فرودگاه همگانی و نظامی مسافربری با کد یاتا KGD است که یک باند فرود بتن دارد و طول باند آن ۲۵۰۰ متر است. این فرودگاه در شهر کالینینگراد کشور روسیه قرار دارد و در ارتفاع ۱۳ متری از سطح دریا واقع شده‌است.

## شرکت‌های هواپیمایی و مقصدهای پروازی

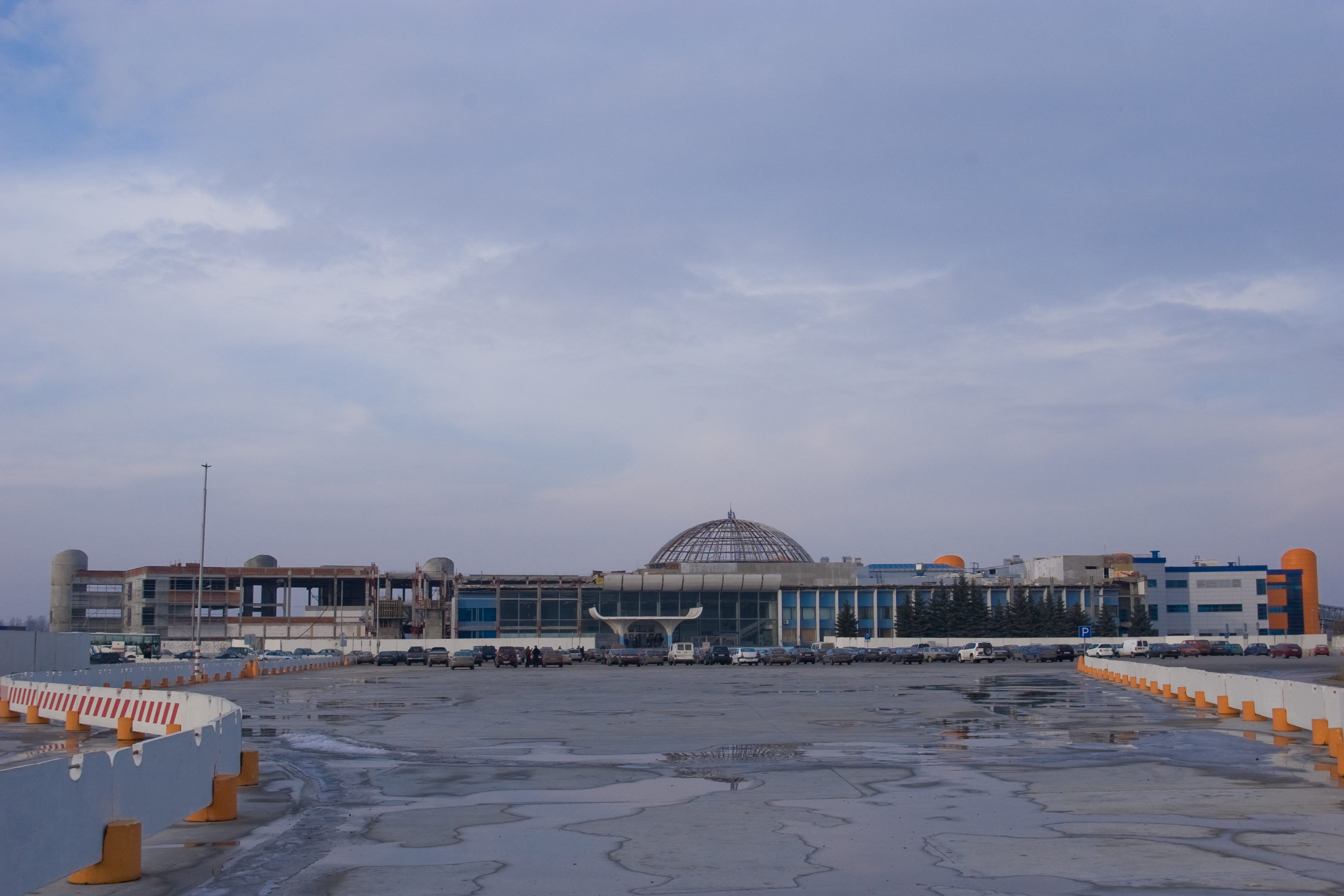
The old terminal under reconstruction and merging with new terminal

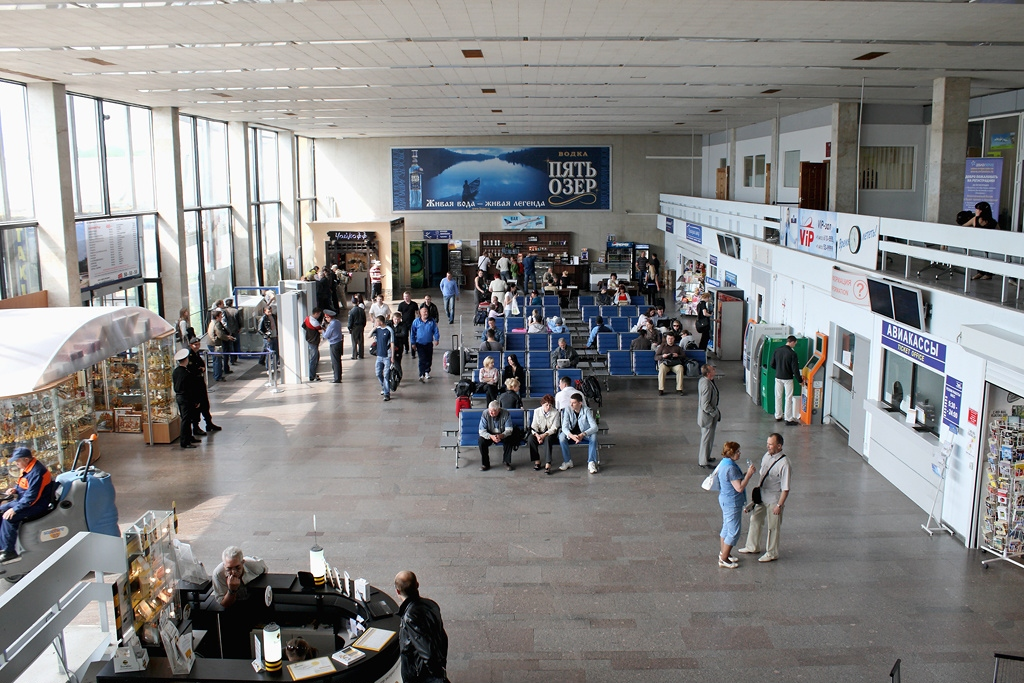
Interior of the old terminal

| شرکت‌های هواپیمایی                 | مقصدهای پروازی                                  |
| --------------------------------- | ----------------------------------------------- |
| آئروفلوت                          | شرمتیوو                                         |
| آئروفلوت اجرا توسط روسیه ایرلاینز | ونوکووا، پالکوو                                 |
| بلاویا                            | مینسک فصلی: برست، گومل، هرادنا، ویتبسک ووستوکنی |
| آیزهاویا                          | فصلی: پاشکوفسکی                                 |
| لوت پولیش ایرلاینز                | شوپن ورشو                                       |
| Nordavia                          | فصلی: تالاگی، دوموده‌دوو، مورمانسک، پالکوو       |
| انور ایر                          | فصلی: آنتالیا                                   |
| رد وینگز ایرلاینز                 | فصلی: دوموده‌دوو                                 |
| ساراتوف ایرلاینز                  | فصلی: آناپا                                     |
| اس۷ ایرلاینز                      | دوموده‌دوو، پالکوو                               |
| Severstal Air Company             | چرپووتس                                         |
| اورال ایرلاینز                    | دوموده‌دوو، پالکوو، کولتسوو                      |
| یوتی‌ایر اوییشن                    | ونوکووا                                         |
| ازبکستان ایرویز                   | تاشکند                                          |
| ویولینگ                           | فصلی: بارسلونا-ال پرات                          |